# Lothar Herquet
Lothar Herquet (* 30. Mai 1767 in Johannesberg (Fulda); † 7. April 1849 in Bronnzell) war ein deutscher Jurist. Herquet war Regierungsdirektor in Fulda und Mitglied der kurhessischen Ständeversammlung.

## Leben
Herquet kam aus einer Familie, die 1668 aus der Picardie in das Fürstbistum Fulda einwanderte. Sein Vater Martin Herquet († 1802) war Amtmann in der Propstei Johannesberg bei Fulda.
Herquet studierte Rechtswissenschaften an den Universitäten in Marburg und Fulda und trat 1793 unter dem letzten Fürstbischof Adalbert von Harstall als Assessor in Dienst der fürstlichen Regierung in Fulda. Bereits 1795 wurde er zum Hof- und Regierungsrat ernannt. Zur Zeit Napoleons gehörte das Fürstbistum Fulda zu dem neuerrichteten Großherzogtum Frankfurt. Dessen Fürstprimas bestellte Herquet im November 1810 zum Präfekten in Fulda, wo er schon seit Mai 1809 Direktor des Regierungs-Justizdepartements war.
Im Oktober 1813, nach der Völkerschlacht bei Leipzig, wurde Herquet auf Befehl des russischen Generals Alexander Iwanowitsch Tschernyschow verhaftet und nach Hanau gebracht. Dort ließ ihn der bayerische General Carl Philipp von Wrede wieder in Freiheit setzen, doch geriet Herquet kurze Zeit später in die Schlacht bei Hanau und wurde erneute verhaftet und nach Steinheim am Main verschleppt. Erst nach mehrtägiger Haft konnte er auf Befehl des österreichischen Feldmarschallleutnants Johann Karl Peter Graf Hennequin von Fresnel und Curel entlassen werden.
Mit dem Wiener Kongress kam Fulda an das Kurfürstentum Hessen. Die kurhessische Regierung kürzte Herquet, entgegen den Verträgen, den größeren Teil seines Gehalts, sie wollte ihn auch nur als Regierungsrat anerkennen. Als er sich gegen diese ungesetzliche Behandlung wehrte und die betreffenden Reskripte zurückwies, sah er sich schließlich genötigt, 1821 seinen Abschied zu nehmen. Der von ihm zur Wahrung seiner Rechte angerufene Bundestag erklärte sich für nicht zuständig.
1833 wurde er Mitglied der kurhessischen Ständeversammlung, dem 3. Landtag, für die Stadt Fulda. Er starb am 7. April 1849 im Alter von 81 Jahren auf seiner Besitzung in Bronnzell. Herquet war Autor einiger juristischer Werke. Die Marburger Universität hatte ihm für seine Verdienste anlässlich ihrer Jubiläumsfeier den philosophischen und juristischen Doktortitel honoris causa verliehen. Er gehörte seit 1809 der Freimaurerloge De la Paix in Fulda als deren Sprecher an. 
Lothar Herquet heiratete am 22. Juni 1819 Therese von Egloffstein, die Tochter des fürstlich fuldaischen Kämmerers, Geheimrates und Oberstallmeisters Heinrich von Egloffstein. Ihr gemeinsamer Sohn Franz Herquet (1802–1869) wurde ebenfalls Jurist.

## Veröffentlichungen (Auswahl)
- Über einige Fuldaische Münzen aus dem Mittelalter. Fulda 1828.
- Die Rechte der vorm. Großherz.-Frankfurtischen, von Kurhessen übernommenen Staats-Diener und Pensionäre. Fulda 1832. (Digitalisat.)
- Die Nichtigkeitsklage in bürgerlichen Rechtsstreitigkeiten besonders Erkenntnisse der Deutschen obersten Gerichtshöfe. Fulda 1838. (Digitalisat.)